# DHB-Pokal der Frauen 2018/19
Der DHB-Pokal der Frauen 2018/19 war die 45. Austragung des wichtigsten deutschen Hallenhandball-Pokalwettbewerbs für Frauen. DHB-Pokalsieger 2019 wurde der Thüringer HC, der im Finale die SG BBM Bietigheim mit 24:23 bezwang. Titelverteidiger VfL Oldenburg schied bereits im Achtelfinale aus.

## Teilnehmende Mannschaften
Folgende Mannschaften waren für den DHB-Pokal der Frauen 2018/19 qualifiziert:
| Bundesliga | 2. Bundesliga | 3. Liga | Oberligen | 5. Liga und tiefer |
| - Thüringer HC - SG BBM Bietigheim - Buxtehuder SV - Borussia Dortmund - TuS Metzingen - Frisch Auf Göppingen - TSV Bayer 04 Leverkusen - HSG Blomberg-Lippe - VfL Oldenburg - HSG Bad Wildungen Vipers - TV Nellingen - HSG Bensheim/Auerbach - Neckarsulmer Sport-Union - HC Rödertal | - SG Handball Rosengarten - SV Union Halle-Neustadt - Kurpfalz-Bären - SG H2Ku Herrenberg - SG 09 Kirchhof - TV Beyeröhde - BSV Sachsen Zwickau - VfL Waiblingen - Füchse Berlin Reinickendorf - 1. FSV Mainz 05 - SV Werder Bremen - TG Nürtingen - DJK/MJC Trier - TV Hannover-Badenstedt - HCD Gröbenzell | Staffel Nord: - TSV Nord Harrislee - SV Grün-Weiß Schwerin - Frankfurter HC Staffel Ost: - SC Markranstädt Staffel West: - TV Aldekerk Staffel Süd: - TSG Ketsch II - SG BBM Bietigheim II | Bayernliga: - ASV Dachau OL Hamburg – Schleswig-Holstein: - SC Alstertal-Langenhorn OL Hessen: - HSG Weiterstadt-Braunshardt-Wfd. Mitteldeutsche OL: - Thüringer HC II OL Niedersachsen: - Hannoverscher SC Nordseeliga: - SG SV Friedrichsfehn/TuS Petersfehn Oberliga Ostsee-Spree - BFC Preussen Berlin RPS-Liga: - TV Bassenheim - HSV Püttlingen - VTV Mundenheim OL Westfalen: - Königsborner SV - TVE Netphen | Regionalliga Nordrhein: - HC Gelpe/Strombach Südbadenliga: - ASV Ottenhöfen 1. Nordliga Sachsen-Anhalt: - SV Oebisfelde 1895 Landesliga Lüneburg: - TSV Wietze |

Die aufgeführten Ligazugehörigkeiten entsprechen denen der Saison 2017/18. Sie waren gemäß den Durchführungsbestimmungen für die Festlegung des Heimrechts in den Pokalrunden bis einschließlich des Achtelfinals relevant: Trafen zwei Mannschaften aus Vereinen aufeinander, von denen eine in einer höheren Spielklasse gemeldet wurde, hatte die jeweils andere Mannschaft Heimrecht. Bei allen anderen Pokalmeisterschaftsspielen hatte der zuerst geloste Verein Heimrecht.

## Hauptrunden

### 1. Runde
An der 1. Runde nahmen noch keine der 13 Bundesligisten der Saison 2017/18 teil, die nicht abgestiegen sind. Die Auslosung fand am 30. Juni 2018 im Rahmen der Mitgliederversammlung der Handball-Bundesliga Frauen in Rotenburg an der Fulda statt, wobei die einzelnen Partien aus vier regional aufgeteilten Losgruppen von Berndt Dugall, dem ehemaligen Vorstandsvorsitzenden der HBF, gezogen wurden. Die Spiele des DHB-Pokals 2018/19 begannen am 30. August 2018 mit der Partie TVE Netphen gegen den HC Gelpe/Strombach; die weiteren Begegnungen der 1. Runde fanden am Wochenende 1./2. September 2018 statt. Die Gewinner zogen in die 2. Runde ein.
| Datum             | Uhrzeit   | Heimmannschaft                           |   | Gastmannschaft             | Ergebnis      |
| ----------------- | --------- | ---------------------------------------- | - | -------------------------- | ------------- |
| Losgruppe Nord:   |           |                                          |   |                            |               |
| 1. September 2018 | 15:30 Uhr | SG SV Friedrichsfehn/TuS Petersfehn      | – | TSV Nord Harrislee         | 17:31 (8:15)  |
| 1. September 2018 | 18:00 Uhr | SC Alstertal-Langenhorn                  | – | SV Werder Bremen           | 16:28 (12:14) |
| 2. September 2018 | 16:00 Uhr | Hannoverscher SC                         | – | HL Buchholz 08-Rosengarten | 16:37 (10:16) |
|                   |           | kampflos weiter: SV Grün-Weiß Schwerin 1 |   |                            |               |
| Losgruppe Ost:    |           |                                          |   |                            |               |
| 1. September 2018 | 15:30 Uhr | BFC Preussen Berlin                      | – | SV Union Halle-Neustadt    | 21:42 (10:16) |
| 1. September 2018 | 16:00 Uhr | SV Oebisfelde 1895                       | – | Frankfurter HC             | 11:35 (2:18)  |
| 1. September 2018 | 16:00 Uhr | Thüringer HC II                          | – | HC Rödertal                | 20:33 (9:18)  |
| 1. September 2018 | 18:00 Uhr | Königsborner SV                          | – | Füchse Berlin              | 19:36 (12:21) |
| 1. September 2018 | 19:00 Uhr | SC Markranstädt                          | – | BSV Sachsen Zwickau        | 22:26 (7:16)  |
| Losgruppe West:   |           |                                          |   |                            |               |
| 30. August 2018   | 20:00 Uhr | TVE Netphen                              | – | HC Gelpe/Strombach         | 31:30 (15:15) |
| 1. September 2018 | 17:00 Uhr | TV Aldekerk                              | – | TV Beyeröhde               | 21:39 (9:19)  |
| 1. September 2018 | 18:00 Uhr | 1. FSV Mainz 05                          | – | Kurpfalz Bären             | 26:22 (11:14) |
| 1. September 2018 | 19:30 Uhr | TV Bassenheim                            | – | DJK/MJC Trier              | 26:28 (11:12) |
| 2. September 2018 | 16:00 Uhr | HSV Püttlingen                           | – | SG 09 Kirchhof             | 10:39 (4:20)  |
| Losgruppe Süd:    |           |                                          |   |                            |               |
| 1. September 2018 | 18:00 Uhr | ASV Ottenhöfen                           | – | TG Nürtingen               | 13:53 (7:28)  |
| 1. September 2018 | 18:00 Uhr | VTV Mundenheim                           | – | SG BBM Bietigheim II       | 23:30 (13:15) |
| 1. September 2018 | 19:30 Uhr | HSG Weiterstadt-Braunshardt-Wfd.         | – | VfL Waiblingen             | 18:31 (8:15)  |
| 2. September 2018 | 14:00 Uhr | ASV Dachau                               | – | HCD Gröbenzell             | 22:39 (7:18)  |
| 2. September 2018 | 16:00 Uhr | TSG Ketsch II                            | – | SG H2Ku Herrenberg         | 21:31 (12:12) |

### 2. Runde
Neben den siegreichen Mannschaften der 1. Runde nahmen an der 2. Runde auch die 13 Bundesligisten der Saison 2017/18 teil, die nicht abgestiegen sind. Ausgelost wurden die Partien der 2. Runde am 4. September 2018 in der HBF-Geschäftsstelle in Dortmund; „Losfee“ war die ehemalige deutsche Nationalspielerin Stella Kramer. Die Auslosung erfolgte in zwei Losgruppen, die nach geographischen Gesichtspunkten eingeteilt waren. Die Spiele der 2. Runde wurden am 3. Oktober (Tag der Deutschen Einheit) sowie am Wochenende 6./7. Oktober 2018 ausgetragen; außerdem fand das Bundesligisten-Duell zwischen Titelverteidiger VfL Oldenburg und der HSG Bad Wildungen Vipers am 14. Oktober statt. Die Gewinner zogen in das Achtelfinale ein.
| Datum            | Uhrzeit   | Heimmannschaft             |     | Gastmannschaft           | Ergebnis      |
| ---------------- | --------- | -------------------------- | --- | ------------------------ | ------------- |
| Losgruppe Nord:  |           |                            |     |                          |               |
| 3. Oktober 2018  | 18:00 Uhr | Thüringer HC               | –   | HSG Blomberg-Lippe       | 41:31 (19:13) |
| 6. Oktober 2018  | 16:00 Uhr | HL Buchholz 08-Rosengarten | – A | Buxtehuder SV            | 19:29 (11:14) |
| 6. Oktober 2018  | 17:00 Uhr | SV Grün-Weiß Schwerin      | –   | Borussia Dortmund        | 16:51 (10:22) |
| 6. Oktober 2018  | 17:30 Uhr | TVE Netphen                | –   | Frankfurter HC           | 26:29 (11:13) |
| 6. Oktober 2018  | 19:00 Uhr | TSV Nord Harrislee         | –   | TSV Bayer 04 Leverkusen  | 23:41 (9:20)  |
| 6. Oktober 2018  | 19:30 Uhr | Füchse Berlin              | –   | SV Werder Bremen         | 20:19 (12:9)  |
| 7. Oktober 2018  | 16:30 Uhr | TV Beyeröhde               | –   | SV Union Halle-Neustadt  | 21:26 (10:14) |
| 14. Oktober 2018 | 16:30 Uhr | VfL Oldenburg              | –   | HSG Bad Wildungen Vipers | 29:28 (16:18) |
| Losgruppe Süd:   |           |                            |     |                          |               |
| 3. Oktober 2018  | 17:00 Uhr | 1. FSV Mainz 05            | –   | SG BBM Bietigheim        | 18:41 (9:22)  |
| 6. Oktober 2018  | 16:00 Uhr | VfL Waiblingen             | –   | HCD Gröbenzell           | 28:27 (14:11) |
| 6. Oktober 2018  | 17:00 Uhr | BSV Sachsen Zwickau        | –   | Frisch Auf Göppingen     | 28:34 (14:16) |
| 6. Oktober 2018  | 17:30 Uhr | HC Rödertal                | –   | Neckarsulmer Sport-Union | 25:31 (12:17) |
| 6. Oktober 2018  | 18:00 Uhr | SG BBM Bietigheim II       | –   | TuS Metzingen            | 0:0 B         |
| 6. Oktober 2018  | 18:00 Uhr | DJK/MJC Trier              | –   | TV Nellingen             | 26:28 (12:12) |
| 6. Oktober 2018  | 19:30 Uhr | SG 09 Kirchhof             | –   | HSG Bensheim/Auerbach    | 30:35 (16:18) |
| 6. Oktober 2018  | 20:00 Uhr | TG Nürtingen               | –   | SG H2Ku Herrenberg       | 25:21 (12:6)  |

### Achtelfinale
Das Achtelfinale wurde am 3. November 2018 ausgespielt; zwei Partien, darunter das Derby zwischen SG BBM Bietigheim und Frisch Auf Göppingen, fanden vorgezogen am 31. Oktober statt. Die Auslosung des Achtelfinales wurde am 10. Oktober 2018 im Vorfeld der Bundesliga-Partie zwischen dem VfL Oldenburg und dem Thüringer HC vorgenommen; die Lose zog die Co-Trainerin der deutschen Frauen-Nationalmannschaft, Heike Horstmann. Die Sieger der einzelnen Partien zogen in das Viertelfinale ein.
| Datum            | Uhrzeit   | Heimmannschaft          |   | Gastmannschaft           | Ergebnis      |
| ---------------- | --------- | ----------------------- | - | ------------------------ | ------------- |
| 31. Oktober 2018 | 20:00 Uhr | SG BBM Bietigheim       | – | Frisch Auf Göppingen     | 30:24 (16:12) |
| 31. Oktober 2018 | 20:00 Uhr | Füchse Berlin           | – | Thüringer HC             | 17:43 (8:19)0 |
| 3. November 2018 | 16:00 Uhr | Frankfurter HC          | – | Borussia Dortmund        | 24:33 (14:18) |
| 3. November 2018 | 17:30 Uhr | HSG Bensheim/Auerbach   | – | Buxtehuder SV            | 25:29 (13:15) |
| 3. November 2018 | 18:00 Uhr | SV Union Halle-Neustadt | – | VfL Waiblingen           | 30:29 (14:12) |
| 3. November 2018 | 19:30 Uhr | TSV Bayer 04 Leverkusen | – | TV Nellingen             | 29:26 (15:15) |
| 3. November 2018 | 20:00 Uhr | TuS Metzingen           | – | VfL Oldenburg            | 34:21 (17:11) |
| 3. November 2018 | 20:00 Uhr | TG Nürtingen            | – | Neckarsulmer Sport-Union | 20:32 (8:14)0 |

Titelverteidiger VfL Oldenburg schied nach einer deutlichen 21:34-Niederlage in Metzingen aus.

### Viertelfinale
Im Anschluss an die Bundesligapartie zwischen Borussia Dortmund und dem Buxtehuder SV wurde am 7. November 2018 das Viertelfinale von Reinhard Rauball, dem Präsidenten des Fußball-Ligaverbands DFL, ausgelost. Die einzelnen Partien fanden vorgezogen am 9. Januar sowie am 13. Januar 2019 statt. Die Gewinner der Viertelfinalspiele qualifizierten sich für das Final Four.
| Datum           | Uhrzeit   | Heimmannschaft           |   | Gastmannschaft          | Ergebnis      |
| --------------- | --------- | ------------------------ | - | ----------------------- | ------------- |
| 9. Januar 2019  | 19:30 Uhr | Neckarsulmer Sport-Union | – | TuS Metzingen           | 19:25 (12:13) |
| 9. Januar 2019  | 20:00 Uhr | SG BBM Bietigheim        | – | Buxtehuder SV           | 24:22 (11:12) |
| 13. Januar 2019 | 15:00 Uhr | Thüringer HC             | – | Borussia Dortmund       | 24:19 (12:8)  |
| 13. Januar 2019 | 16:00 Uhr | SV Union Halle-Neustadt  | – | TSV Bayer 04 Leverkusen | 35:31 (15:10) |

Eine große Überraschung gelang dabei dem bis dato in der Bundesliga noch sieglosen Aufsteiger SV Union Halle-Neustadt mit dem 35:31-Sieg gegen den Ligakonkurrenten Bayer 04 Leverkusen – dem ersten Pflichtspielsieg gegen einen Erstligisten nach rund 20 Jahren. Mit dem Einzug ins Final Four feierte der SV Union Halle-Neustadt vor knapp 400 Zuschauern in der Erdgas Sportarena Halle den größten Erfolg der Vereinsgeschichte.

## Final Four
Zum zweiten Mal nach 2018 fand das Final Four unter der Bezeichnung OLYMP Final4 als eigenständige Veranstaltung in der Stuttgarter Porsche-Arena statt, das von der HBF ausgerichtet wurde. Gespielt wurde am Wochenende 25./26. Mai 2019.

### Halbfinale
Am 23. Januar 2019 wurden im Anschluss an das Bundesliga-Spitzenspiel zwischen der SG BBM Bietigheim und dem Thüringer HC die beiden Halbfinalbegegnungen des Final Four ausgelost. Die Lose zog der ehemalige Fußballtorwart Timo Hildebrand, der 2007 mit dem VfB Stuttgart Deutscher Meister wurde.
| Datum        | Uhrzeit   | Heimmannschaft    |   | Gastmannschaft          | Ergebnis      |
| ------------ | --------- | ----------------- | - | ----------------------- | ------------- |
| 25. Mai 2019 | 15:00 Uhr | Thüringer HC      | – | TuS Metzingen           | 35:25 (18:14) |
| 25. Mai 2019 | 17:30 Uhr | SG BBM Bietigheim | – | SV Union Halle-Neustadt | 32:26 (17:12) |

Gemäß den Durchführungsbestimmungen werden die Halbfinalspiele bei unentschiedenem Spielstand nach Ablauf der regulären Spielzeit sofort durch Siebenmeterwerfen entschieden.

### Spiel um Platz 3
Die Verlierer der beiden Halbfinalbegegnungen trafen am 26. Mai 2019 um 12:30 Uhr im Spiel um Platz 3 aufeinander.
| Datum, Uhrzeit          | Heimmannschaft |   | Gastmannschaft          | Ergebnis      |
| ----------------------- | -------------- | - | ----------------------- | ------------- |
| 26. Mai 2019, 12:30 Uhr | TuS Metzingen  | – | SV Union Halle-Neustadt | 35:22 (15:11) |

### Finale
Die Sieger der beiden Halbfinalbegegnungen spielten am 26. Mai 2019 um 15 Uhr im Finale um den Titel des Deutschen Pokalsiegers 2019.
| Datum, Uhrzeit          | Heimmannschaft |   | Gastmannschaft    | Ergebnis      |
| ----------------------- | -------------- | - | ----------------- | ------------- |
| 26. Mai 2019, 15:00 Uhr | Thüringer HC   | – | SG BBM Bietigheim | 24:23 (13:12) |